# پل شلمبه
پل شلمبه مربوط به دوره قاجار - دوره پهلوی است و در شهرستان دماوند، روستای شلمبه واقع شده و این اثر در تاریخ ۱۰ خرداد ۱۳۸۲ با شمارهٔ ثبت ۹۱۰۲ به‌عنوان یکی از آثار ملی ایران به ثبت رسیده است.